# Harriet Monroe

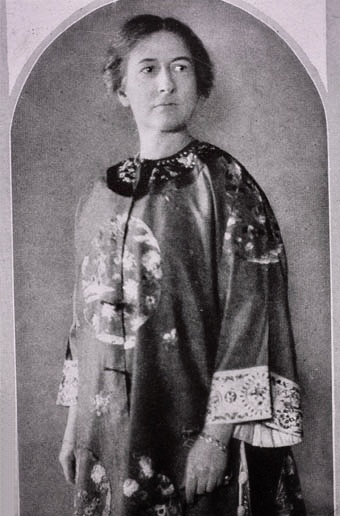
Harriet Monroe

Harriet Monroe (23 de dezembro de 1860 - 26 de setembro de 1936) foi uma editora, acadêmica, crítica literária, poetisa e patrona das artes americana. Ela foi a editora fundadora e editora de longa data da revista Poetry, que fundou em 1912. Como defensor dos poetas Wallace Stevens, Ezra Pound, H. D., T. S. Eliot, William Carlos Williams, Carl Sandburg, Max Michelson e outros, Monroe desempenhou um papel importante no desenvolvimento da poesia moderna. Sua correspondência com poetas do início do século XX fornece uma riqueza de informações sobre seus pensamentos e motivos.

## Infância e educação
Monroe nasceu em Chicago, Illinois. Ela leu desde cedo; Seu pai, um advogado, tinha uma grande biblioteca que fornecia refúgio da discórdia doméstica. Em sua autobiografia, A Poet's Life: Seventy Years in a Changing World, publicada dois anos após sua morte, Monroe lembra: "Comecei cedo com SShakespeare, Byron, Shelley, com Dickens e Thackeray; e sempre a biblioteca forrada de livros me deu uma garantia amigável de companheirismo com pessoas animadas e interessantes, deu-me amigos do espírito para aliviar minha solidão".

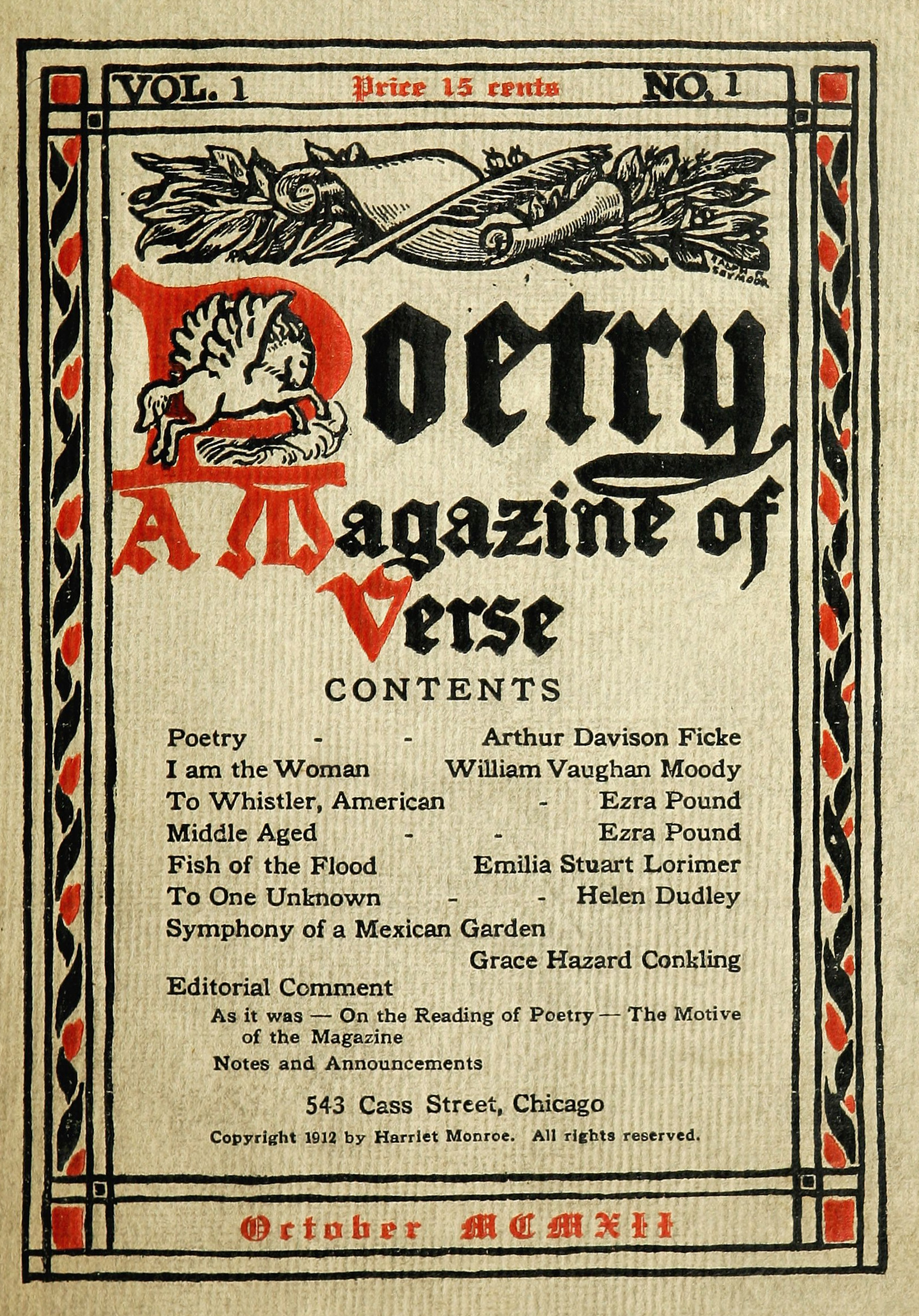
The October 1912 issue of Poetry magazine

## Carreira

### Escrita inicial
Em 1879, Monroe se formou na Visitation Academy localizada na seção de Georgetown em Washington, D.C. Sua mentora na escrita foi Mary Paulina Finn, freira e escritora. Irmã Finn publicou livros, peças de teatro e poemas como M.S. Pine. Monroe foi mais tarde reconhecida como uma autora talentosa para sua idade. Sua prosa publicada em 1899 no Atlantic Monthly, O "Grand Canyon do Colorado", foi considerada uma poesia melhor do que seu poema mais notável, I love my life.
Impulsionada pelo medo do anonimato póstumo, Monroe proclamou após a formatura sua determinação de se tornar "grande e famosa" como poetisa ou dramaturga. No Dicionário de Biografia Literária, Judith Paterson a citou dizendo: "Não consigo me lembrar quando morrer sem deixar algum registro memorável não me pareceu uma calamidade terrível demais para ser suportada". Posteriormente, ela se dedicou ao trabalho literário. Em sua biografia, Monroe escreveu: "Tenho um senso de consagração que me fez pensar que preferiria a arte à vida".
Embora a revista Century tenha publicado seu poema, "With a Copy of Shelley", em 1889, ela ficou desiludida com os ganhos limitados disponíveis para poetas, dizendo: "O pintor ou escultor menor foi homenageado com grandes prêmios anuais em nossas maiores cidades, enquanto o poeta menor era uma piada dos parágrafos, sujeito ao preconceito popular de que sua arte prosperava melhor com a fome em um sótão". Ela se tornou correspondente freelance do Chicago Tribune e foi contratada para escrever uma ode comemorativa para ser lida nas cerimônias de abertura da Feira Mundial em comemoração ao 400º aniversário do primeiro desembarque de Colombo nas Américas.

### Revista de poesia
[editar código-fonte]
As dificuldades financeiras de Monroe foram aliviadas depois que ela processou o New York World por publicar o poema da ode colombiana sem seu consentimento e recebeu US$ 5 000 em um acordo. Com a ajuda da editora Hobart Chatfield-Taylor, Monroe convenceu cem líderes empresariais proeminentes de Chicago a patrocinar a revista Poesia, cada um comprometendo-se com cinquenta dólares por uma assinatura de cinco anos. Os US$ 5 000, juntamente com seu próprio acordo, foram suficientes para lançar a revista em 23 de setembro de 1912, mantendo sua promessa aos contribuintes de pagamento adequado por todo o trabalho publicado.
Monroe foi editora nos primeiros dois anos sem salário, enquanto trabalhava simultaneamente como crítica de arte para o Chicago Tribune. Em 1914, o trabalho na revista tornou-se demais para ela realizar enquanto trabalhava em outros empregos, então ela se demitiu do Tribune e aceitou um salário de cinquenta dólares por mês da revista. Por mais de dez anos, ela se manteve com esse estipêndio, elevando-o para cem dólares por mês em 1925. Seus extensos artigos e correspondência como editora da revista Poetry iluminam o processo autoral e o nascimento da poesia moderna.
Don Share, que se tornou editor da Poetry em 2013, escreve que Monroe parecia ter um "sexto sentido" sobre a poesia que publicava. A própria Monroe escreveu e preferiu poemas enraizados na tradição do século 19, mas em sua revista, "esse sexto sentido compensatório permitiu que ela fizesse história literária. Ela inventou uma caixa, pode-se dizer - e prontamente começou a pensar fora dela. Sua revista era, portanto, como ela: imprevisível, difícil e irritante" mas ela nunca vacilou em sua avaliação da cultura americana progressista como um triunfo democrático.

## Últimos anos e morte
Monroe continuou a editar a revista Poetry até morrer em Arequipa, Peru, em 26 de setembro de 1936, aos 75 anos. Ela estava a caminho de escalar Machu Picchu, e as altas altitudes supostamente provocaram uma hemorragia cerebral, que causou sua morte.
Monroe era membro da Eagle's Nest Art Colony no condado de Ogle, Illinois, e é mencionada em The Devil in the White City, de Erik Larson. Em 2011, Monroe foi introduzido no Hall da Fama Literário de Chicago.

## Família
Monroe era cunhada do arquiteto de Chicago John Wellborn Root e escreveu sua biografia.

## Obras
- cantata para a abertura do Auditório de Chicago (1889)
- Columbian Ode composta para a abertura da Exposição Mundial da Colômbia, com George Whitefield Chadwick (1892)
- Valeria and other Poems (1892)
- John Wellborn Root: A Study of His Life and Work (1896)
- The Passing Show - Five Modern Plays in Verse (1903)
- Dance of the Seasons (1911)
- You and I - Poems (1914)
- The New Poetry: Anthology of 20th Century Verse (1921)
- Poets And Their Art (1926)
- A Poet's Life - Seventy Years in a Changing World (1938)